# Conclave del 1455
Il conclave del 1455 venne convocato a seguito della morte del papa Niccolò V e si concluse con l'elezione del papa Callisto III.

## Situazione generale
Fu il primo conclave dei cinque che si tennero nel Palazzo Apostolico e anche il primo che permise di eleggere il papa con una pratica desunta dal senato romano nel quale, dopo uno scrutinio senza esito il cardinale elettore poteva cambiare il suo voto verso qualsiasi cardinale ricevente dei voti, in una complessa procedura chiamata Accessus.
La sconfitta del cardinale greco Basilio Bessarione, un potenziale candidato di compromesso tra la fazione dei Colonna e quella degli Orsini, fu la riprova dell'antipatia nei confronti della chiesa orientale, come l'ostilità verso i preti con la barba, secoli dopo lo Scisma d'Oriente.
Sebbene il canone occidentale vietasse la barba ai preti dall'XI secolo, la questione continuò ad essere discussa anche nel XVI secolo.
Le due principali fazioni dei cardinali erano divise tra i seguaci di Prospero Colonna e Latino Orsini; tra i papabili figuravano: Barbo, Scarampi Mezzarota, Capranica, Orsini e Bessarion. Capranica ricevette la pluralità nei primi tre scrutini; Orsini e i cardinali francesi si mobilitarono contro il Capranica perché era vicino a Colonna.
Il 6 aprile, domenica di Pasqua, le fazioni cominciarono a considerare i candidati neutrali. Basilio Bessarione ricevette così otto voti prima che il cardinale Alain de Coëtivy intervenisse a screditare il cardinale greco, sottolineando la sua appartenenza alla Chiesa Ortodossa Orientale. Bessarione non fece alcun tentativo per difendersi dimostrando il suo disinteresse nell'essere eletto. Tuttavia il cardinale umanista rimase un forte candidato per il conclave successivo, quello del 1464.
Si sa che i primi scrutini del lunedì successivo furono disorganizzati; ad esempio il non cardinale Antonio de Montefalcone ricevette almeno un voto. I cardinali de Coëtivy e Scarampi Mezzarota spinsero per l'elezione di Borgia finché prevalse il martedì successivo. Il porporato catalano, quasi settantasettenne, fu scelto come candidato di compromesso per un papato di transizione come spesso accadeva per risolvere le situazioni di stallo e rimandare poi una scelta più ponderata a un futuro prossimo conclave. Il cuore dei due terzi della maggioranza era probabilmente composto dai cardinali francesi, spagnoli e veneziani: Scarampi Mezzarota, de Coëtivy, Barbo, Orsini, d'Estaing, de Carvajal, de La Cerda, Rolin e Torquemada; il voto di Isidore o di Calandrini, o di entrambi, fu probabilmente richiesto come molto probabilmente Borgia non votò per se stesso; quasi certamente non ricevette i voti di Colonna, Capranica e di Bessarione.
Caso singolare nel panorama della Chiesa quattrocentesca, per la prima volta, e come avvenne anche solo nel conclave successivo, fino al 1958 la maggioranza dei cardinali partecipanti al conclave non era di origine italiana.
Il Borgia scelse il nome di Callisto III e fu solennemente incoronato il 20 aprile sui gradini della Basilica Vaticana dal cardinale protodiacono Prospero Colonna.

## Collegio cardinalizio all'epoca del conclave

### Presenti in conclave
| Nome                             | Paese                     | Titolo | Ruolo | Nascita    | Concistoro | Creato da         |
| -------------------------------- | ------------------------- | --- | --- | ---------- | ---------- | ----------------- |
| Giorgio Fieschi                  | Repubblica di Genova      | Cardinale vescovo di Palestrina                                                                               | Amministratore apostolico di Albenga; Decano del Collegio cardinalizio | 1390/1400  | 18/12/1439 | papa Eugenio IV   |
| Isidoro di Kiev                  | Impero bizantino          | Cardinale vescovo di Sabina; Cardinale presbitero in commendam dei Santi Marcellino e Pietro                  | Metropolita cattolico di Kiev | 1380/1390  | 18/12/1439 | papa Eugenio IV   |
| Bessarione                       | Impero di Trebisonda      | Cardinale vescovo di Frascati; Cardinale presbitero in commendam dei Santi XII Apostoli                       | Arcivescovo titolare di Tebe; Amministratore apostolico di Mazara del Vallo; Amministratore apostolico di Gerusalemme dei Latini; Legato apostolico della Provincia Romandiolæ | 02/01/1403 | 18/12/1439 | papa Eugenio IV   |
| Domenico Capranica               | Stato Pontificio          | Cardinale presbitero di Santa Croce in Gerusalemme; Cardinale diacono in commendam di Santa Maria in Via Lata | Amministratore apostolico di Fermo; Cardinale protopresbitero; Arciprete della Basilica di San Giovanni in Laterano; Penitenziere Maggiore                                     | 31/05/1400 | 23/07/1423 | papa Martino V    |
| Juan de Torquemada, O.P.         | Regno di Castiglia e León | Cardinale presbitero di Santa Maria in Trastevere                                                             | Vescovo emerito di Orense | 1388       | 18/12/1439 | papa Eugenio IV   |
| Ludovico Scarampi Mezzarota      | Repubblica di Venezia     | Cardinale presbitero di San Lorenzo in Damaso                                                                 | Patriarca di Aquileia; Camerlengo di Santa Romana Chiesa; Amministratore apostolico di Cava ed abate della Santissima Trinità                                                  | 14/11/1401 | 01/07/1440 | papa Eugenio IV   |
| Pietro Barbo                     | Repubblica di Venezia     | Cardinale presbitero di San Marco                                                                             | Arciprete della Basilica di San Pietro in Vaticano; Vescovo di Vicenza | 23/02/1417 | 01/07/1440 | papa Eugenio IV   |
| Guillaume-Hugues d'Estaing       | Regno di Francia          | Cardinale presbitero di Santa Sabina                                                                          | Vescovo di Fréjus | 1400 circa | 06/04/1444 | antipapa Felice V |
| Alfons de Borja y Cabanilles     | Corona d'Aragona          | Cardinale presbitero dei Santi Quattro Coronati                                                               | Vescovo di Valencia | 31/12/1378 | 02/05/1444 | papa Eugenio IV   |
| Antonio Cerdá y Lloscos, O.SS.T. | Corona d'Aragona          | Cardinale presbitero di San Crisogono                                                                         | Arcivescovo-vescovo di Lérida | 1390       | 16/02/1448 | papa Niccolò V    |
| Latino Orsini                    | Stato Pontificio          | Cardinale presbitero dei Santi Giovanni e Paolo                                                               | Amministratore apostolico di Bari e Canosa | 1411       | 20/12/1448 | papa Niccolò V    |
| Alain de Coëtivy                 | Regno di Francia          | Cardinale presbitero di Santa Prassede                                                                        | Vescovo di Avignone; Amministratore apostolico di Nîmes | 18/08/1407 | 20/12/1448 | papa Niccolò V    |
| Filippo Calandrini               | Repubblica di Genova      | Cardinale presbitero di San Lorenzo in Lucina                                                                 | Vescovo di Bologna; Camerlengo del Collegio cardinalizio | 1403       | 20/12/1448 | papa Niccolò V    |
| Prospero Colonna                 | Stato Pontificio          | Cardinale diacono di San Giorgio in Velabro                                                                   | Cardinale protodiacono | 1410 circa | 24/05/1426 | papa Martino V    |
| Juan de Carvajal                 | Regno di Castiglia e León | Cardinale diacono di Sant'Angelo in Pescheria; Cardinale diacono in commendam di Santa Lucia in Septisolio    | Vescovo di Plasencia | 1399/1400  | 16/12/1446 | papa Eugenio IV   |

### Assenti in conclave
| Nome                                  | Paese                     | Titolo | Ruolo | Nascita    | Concistoro | Creato da               |
| ------------------------------------- | ------------------------- | --- | --- | ---------- | ---------- | ----------------------- |
| Pierre de Foix, O.F.M.                | Regno di Francia          | Cardinale vescovo di Albano                                                                                         | Amministratore apostolico di Lescar; Rettore del Contado Venassino; Amministratore apostolico di Arles; Amministratore apostolico di Dax           | 1386 circa | 09/1414    | antipapa Giovanni XXIII |
| Guillaume d'Estouteville, O.S.B.Clun. | Regno di Francia          | Cardinale vescovo di Porto e Santa Rufina; Cardinale presbitero in commendam dei Santi Silvestro e Martino ai Monti | Arciprete della Basilica Liberiana di Santa Maria Maggiore; Arcivescovo metropolita di Rouen; Amministratore apostolico di Saint-Jean de Maurienne | 1403       | 18/12/1439 | papa Eugenio IV         |
| Peter von Schaumberg                  | Ducato di Baviera         | Cardinale presbitero di San Vitale                                                                                  | Vescovo di Augusta | 22/02/1388 | 18/12/1439 | papa Eugenio IV         |
| Dénes Szécsi                          | Regno d'Ungheria          | Cardinale presbitero di San Ciriaco alle Terme Diocleziane                                                          | Arcivescovo metropolita di Esztergom | 1400 circa | 18/12/1439 | papa Eugenio IV         |
| Jean Rolin                            | Regno di Francia          | Cardinale presbitero di Santo Stefano al Monte Celio                                                                | Vescovo di Autun | 1408       | 20/12/1448 | papa Niccolò V          |
| Nikolaus von Kues                     | Elettorato del Palatinato | Cardinale presbitero di San Pietro in Vincoli                                                                       | Principe-vescovo di Bressanone | 1401       | 20/12/1448 | papa Niccolò V          |